# 報酬
報酬（英语术语：remuneration，英语俗称：employment compensation），（工資和實物工資的合成），泛指僱員作出有償勞動而獲得的回報，包括工資及其他項目（例如津貼、保險、退休金），以及非現金的各種員工福利，例如有薪假期、醫療保險等。此外亦指為結清債務或彌補傷害所支付的和解款項。
另外也有下列相似用詞：
- 費用（fees）：意指為換得專業服務、或是要求他人運用其才能或技術所支付的報酬。這種報酬的金額通常是固定的。[2]

- 漁獲收益（lays）：意指高級船員與一般船員所分配到的捕鯨或捕魚漁獲報酬。[3]